# Carlsbourg
Carlsbourg (in het Waals, Såcere of Saucère, van de oude naam; ook Calsëbour, Calsbour) is een dorp in de Belgische provincie Luxemburg en een deelgemeente van Paliseul. In de deelgemeente ligt ook het gehucht Merny (ook wel Mèrni).

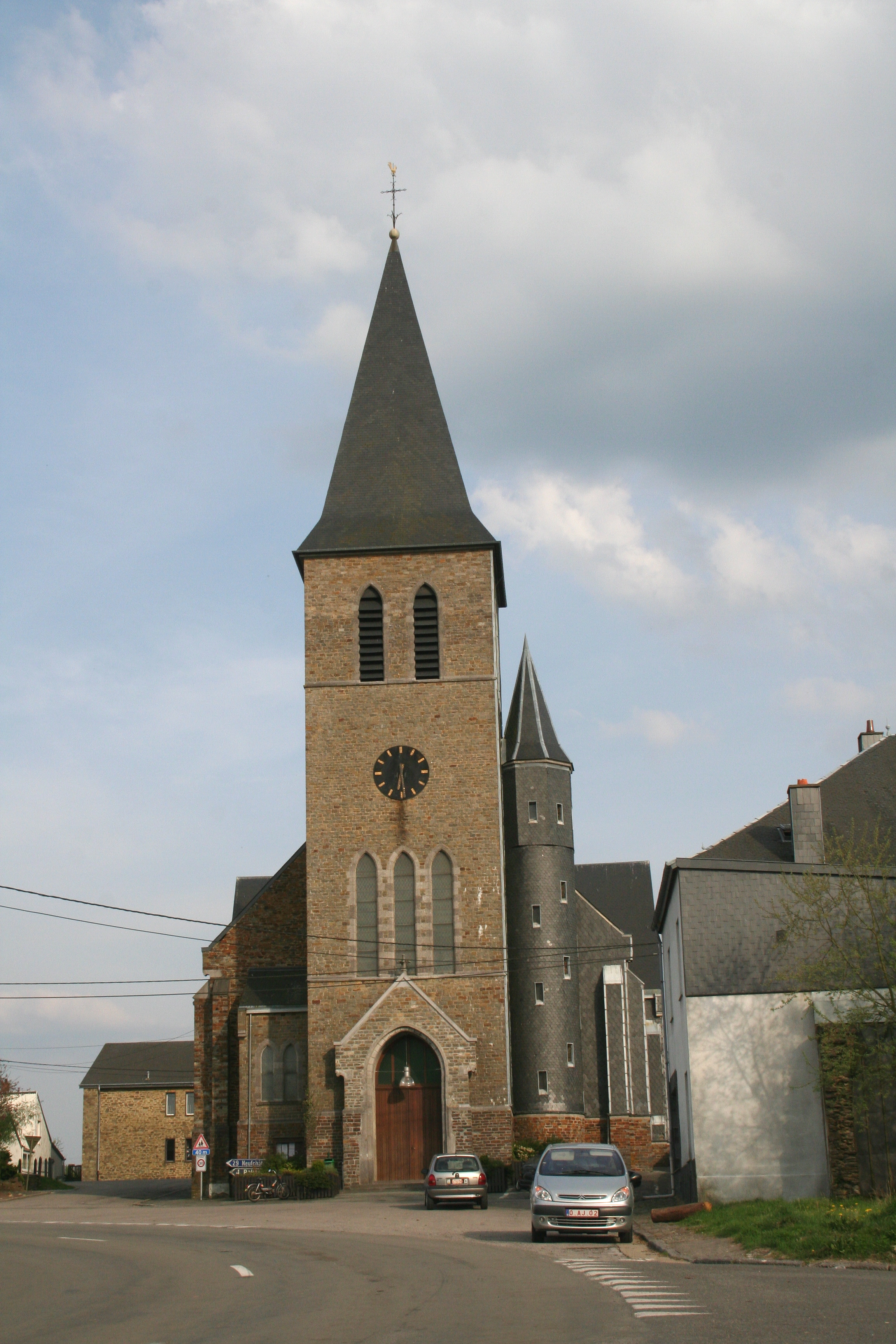
Église Sainte-Gertrude

## Geschiedenis
De gemeente Carlsbourg ontstond in 1900, toen die werd afgesplitst van Paliseul. Carlsbourg was een zelfstandige gemeente tot de fusie in 1977.

## Demografische ontwikkeling
- Bronnen:NIS, Opm:1831 tot en met 1970=volkstellingen, 1976= inwoneraantal op 31 december

## Bezienswaardigheden
- De Église Sainte-Gertrude uit 1913
- De Chapelle Saint-Raymond in Merny

## Verkeer
In Merny ligt het spoorwegstation van Carlsbourg, op de lijn Bertrix-Dinant.
Deelgemeenten: Carlsbourg · Fays-les-Veneurs · Framont · Maissin · Nollevaux · Offagne · Opont · Paliseul

Overige kernen: Almache · Beth · Bour · Frêne · Launoy · Merny · Our · Plainevaux · Saint-Eloi

Belgische gemeenten · Arrondissement Neufchâteau · Luxemburg · Wallonië